# 山内千代子 (アナウンサー)
山内 千代子（やまうち ちよこ）は、青森放送のディレクターで、同局の元アナウンサーである。

## 来歴
青森県弘前市出身。青森県立弘前高等学校、弘前大学教育学部小学校教員養成課程卒業。
2004年に青森放送に入社し、同期の外崎由希子、矢羽々恵匡とともに同局のアナウンサーになる。入社直後の同年4月5日から、同局のテレビ番組『RABニュースレーダー』にレギュラー出演していた。
2010年3月から産休に入り、1年後の2011年3月28日に復職した。
2012年4月の人事異動でアナウンサーからラジオディレクターへ転じたが、アナウンサー時代から出演していた一部のラジオ番組にはその後も出演し続けていた。
2016年4月1日付でテレビ編成制作局テレビ制作部へ異動した。

## 人物
小学生の頃、夏目浩光（当時青森放送アナウンサー）が参加したRABラジオの公開録音を見て、自分も話の上手い人になりたいと思ったのがきっかけでアナウンサーを志した。

## 担当番組

### 出演テレビ番組
- RABニュースレーダー - サブキャスター（2004年4月 - 9月）、天気コーナー・取材リポート担当[Prof 3]（2004年10月 - 2007年3月）
- 活彩あおもり[Prof 4]
- 人財あおもり丸[2]

### 出演ラジオ番組
- cafeショコラ[6][Prof 3]
- おはようワイドあおもり[7]
- RABニュースレーダー[Prof 4]
- 美味しく食べてヘルスケア[Prof 4]（2006年10月2日 - 2010年3月、2011年4月4日 - 2014年3月28日）
- 魅惑のヒットパレード[Prof 4]（ - 2010年2月）
- モーニングCube[Prof 4]
- あおもりTODAY - 火曜担当[Prof 5]
- 出番ですよ飯塚所長！おまかせ!!税金ゼミナール[1]（2011年4月19日 - ）
- 山千代日記[要出典]
- RAB短命県返上キャンペーン 元気長生き青森県ワンポイントアドバイス（ - 2016年3月27日）[要出典]

### ディレクター担当番組
- あおもりTODAY - 火曜担当（2012年8月14日 - ）
- あおもり長寿セミナー
- 大相撲をより面白く観る方法
- 卍の城物語
- GO!GO!らじ丸 - 月曜担当（2014年9月29日 - 2016年3月28日）
- ZIP!FRIDAY（2016年4月1日 - 2021年3月26日）
- 1550ニュースレーダーWith（2021年3月29日 - ）

### プロフィールページ出典
1. 1 2  “山内 千代子”. RABアナウンサー・パーソナリティー.   青森放送. 2011年5月26日時点のオリジナルよりアーカイブ。2025年5月21日閲覧。
2. ↑  “山内 千代子 （やまうち ちよこ）”. RAB リンク集（原文まま）.   青森放送. 2004年5月7日時点のオリジナルよりアーカイブ。2025年5月21日閲覧。
3. 1 2  “山内千代子”. RABアナウンサー・パーソナリティー.   青森放送. 2004年11月15日時点のオリジナルよりアーカイブ。2025年5月21日閲覧。
4. 1 2 3 4 5  “山内千代子”. RABアナウンサー・パーソナリティー.   青森放送. 2006年11月13日時点のオリジナルよりアーカイブ。2025年5月21日閲覧。
5. ↑  “山内千代子”. RABアナウンサー・パーソナリティー.   青森放送. 2007年4月16日時点のオリジナルよりアーカイブ。2025年5月21日閲覧。

### 上記以外の出典
1. 1 2 3  山内千代子 (2012年4月3日). “これまでも、これからも”. ちょこcaféへようこそ!!.   青森放送. 2013年1月6日時点のオリジナルよりアーカイブ。2025年5月21日閲覧。
2. 1 2  “鏡ヶ丘同窓会報 第21号” (PDF).   青森県立弘前高等学校「鏡ヶ丘同窓会報」編集委員会. p. 7 (2009年5月20日). 2016年8月27日時点のオリジナルよりアーカイブ。2025年5月21日閲覧。
3. ↑  “What's TV”.   青森放送. 2004年9月4日時点のオリジナルよりアーカイブ。2025年5月21日閲覧。
4. ↑  山内千代子 (2010年3月1日). “【新たな出逢いと気づき】”. 山内 千代子の「ちよこcafeへようこそ」.   青森放送. 2011年6月7日時点のオリジナルよりアーカイブ。2025年5月21日閲覧。
5. ↑  山内千代子 (2011年4月14日). “【春によせて】”. 山内 千代子の「ちよこcafeへようこそ」.   青森放送. 2011年6月6日時点のオリジナルよりアーカイブ。2025年5月21日閲覧。
6. ↑  “カフェ ショコラ”. RABラジオ.   青森放送. 2006年2月5日時点のオリジナルよりアーカイブ。2025年5月21日閲覧。
7. ↑  “おはようワイドあおもり”. RAB青森放送ラジオ.   青森放送. 2006年9月12日時点のオリジナルよりアーカイブ。2025年5月21日閲覧。